# Colazza
Colazza (piemontesisch Colatsa, auch Colassa; lombardisch Culassa) ist eine Gemeinde mit 541 Einwohnern (Stand 31. Dezember 2023) in der italienischen Provinz Novara (NO), Region Piemont.
Nachbargemeinden sind Ameno, Armeno, Invorio, Meina und Pisano.

## Geographie
Das Gemeindegebiet umfasst eine Fläche von 3 km².

## Bevölkerungsentwicklung
Demographische Entwicklung: